# Nina Zilli
Nina Zilli (født som Maria Chiara Fraschetta i Piacenza 2. februar 1980) er en italiensk sanger. Hun deltog i Sanremo Festival i 2010 og 2012 og repræsenterede Italien i Eurovision Song Contest 2012.

## Biografi

### Barndom og tidlig karriere
Nina Zilli er født den 2. februar 1980 i Piacenza, Italien, og hun voksede op i Gossolengo, ni kilometer sydvest for Piacenza. På et tidspunkt flyttede hun til Irland, hvor hun begyndte at optræde live og som 13-årig begyndte hun at studere opera på konservatoriet. I 1997 startede hun sit første band, The Jerks. Efter at have afsluttet gymnasiet i Piacenza, tilbragte hun to år i USA, i Chicago og New York.

### TV karriere og bandet Chiara e gli Scuri
Mellem 2000 og 2001 var hun nmedvært på Red Ronnie's TV program Roxy Bar, der blev sendt i Italien af TMC2. I 2001 startede hun også som VJ for MTV Italien. I mellemtiden opnåede hun en pladekontrakt med sit nye band: Chiara e gli Scuri, som hun startede i 2000. I 2001 udgav bandet singlen Tutti al mare. og de begyndte også arbejdet på et album, der dog aldrig blev udgivet, på grund af uoverensstemmelser med pladeselskabet.
I disse år begyndte Zilli at studere og hun tog senere eksamen i Public Relations fra universitetet i Milano.

### Debut EP'enNina Zilli
I 2009 valgte hun kunstnernavnet Nina Zilli, der kombinerede hendes mors efternavn med Nina Simone's fornavn. Zilli udgav sin debut single, under eget navn, "50mila", den 28. juli 2009.
Debut EP'en under eget navn, Nina Zilli, blev udgivet af Universal Music den 11. september 2011. EP'en toppede som nr 54 på den italienske albumhitliste, og det inkluderede singlerne "L'inferno", fra september 2009, og "L'amore verrà", en italiensk coverversion af The Supremes "You Can't Hurry Love".

### Sanremo Music Festival 2010
Den 12. januar 2010, blev det annonceret at Nina Zilli var en af vinderne i konkurrencen Sanremo New Generation, hvilket bevirkede at hun kunne deltage i debutanternes afdeling af Sanremo Music Festival 2010.

### Sanremo Music Festival 2012 ogL'amore è Femmina
I januar 2012, blev Zilli udvalgt som en af deltagerne i den store afdeling på Sanremo Music Festival 2012, hvor hun sang Per Sempre . Under festivalen optrådte Zilli også med en coverversion af Minas "Grande grande grande", i en duet med den britiske sanger Skye Edwards.
Zilli's andet studiealbum, L'amore è femmina, blev udgivet 15. februar 2012.

## Eurovision Song Contest 2012
Zilli repræsenterede Italien i Eurovision Song Contest 2012 med L'amore è femmina.